# Samolot myśliwsko-bombowy

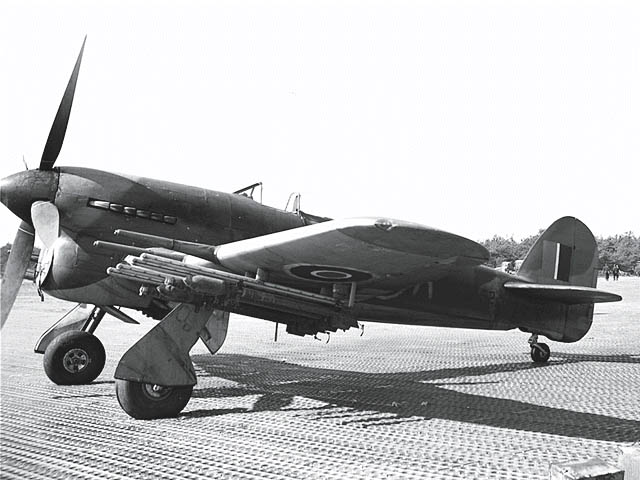
Brytyjski samolot Hawker Typhoon z podwieszonymi rakietami

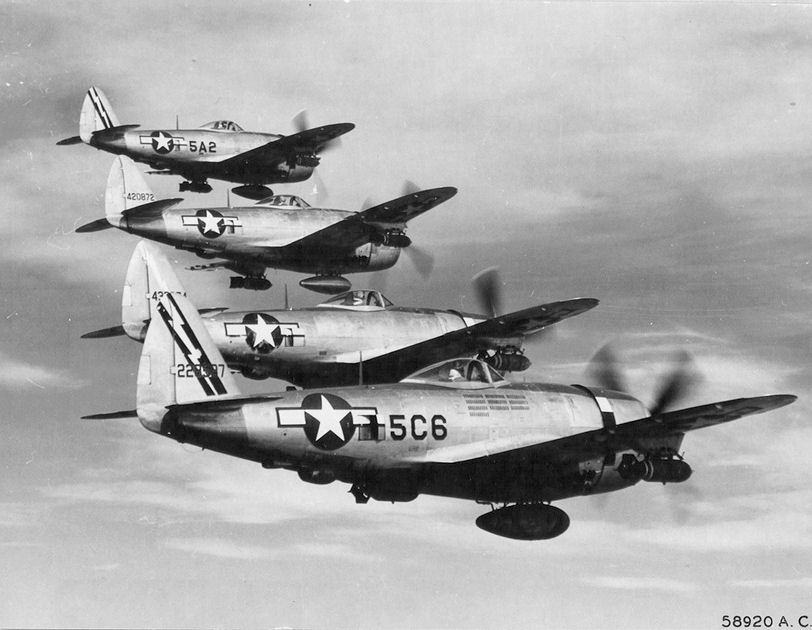
Amerykańskie samoloty Republic P-47 Thunderbolt z podwieszonymi bombami

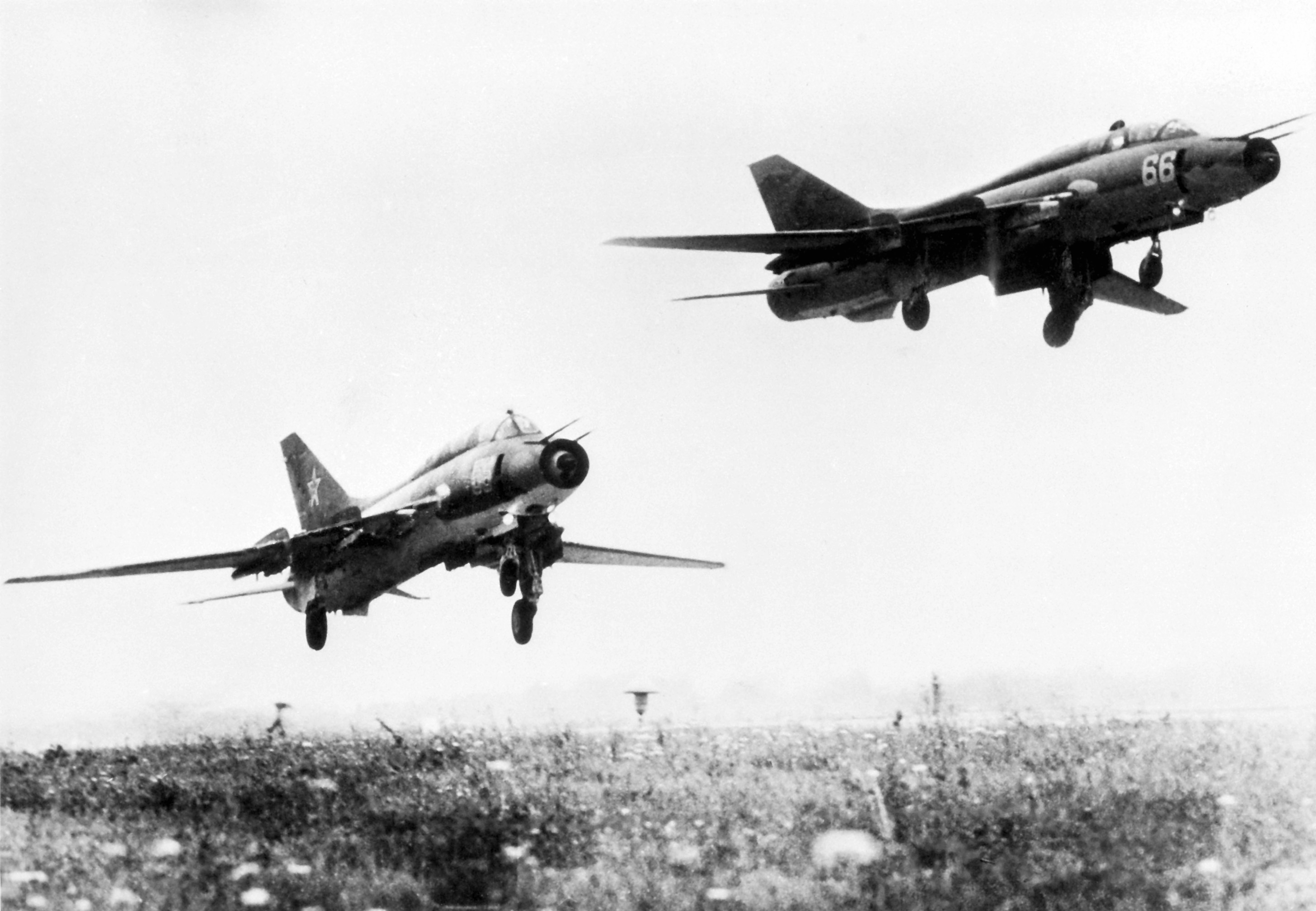
Radzieckie samoloty Su-17 podczas startu

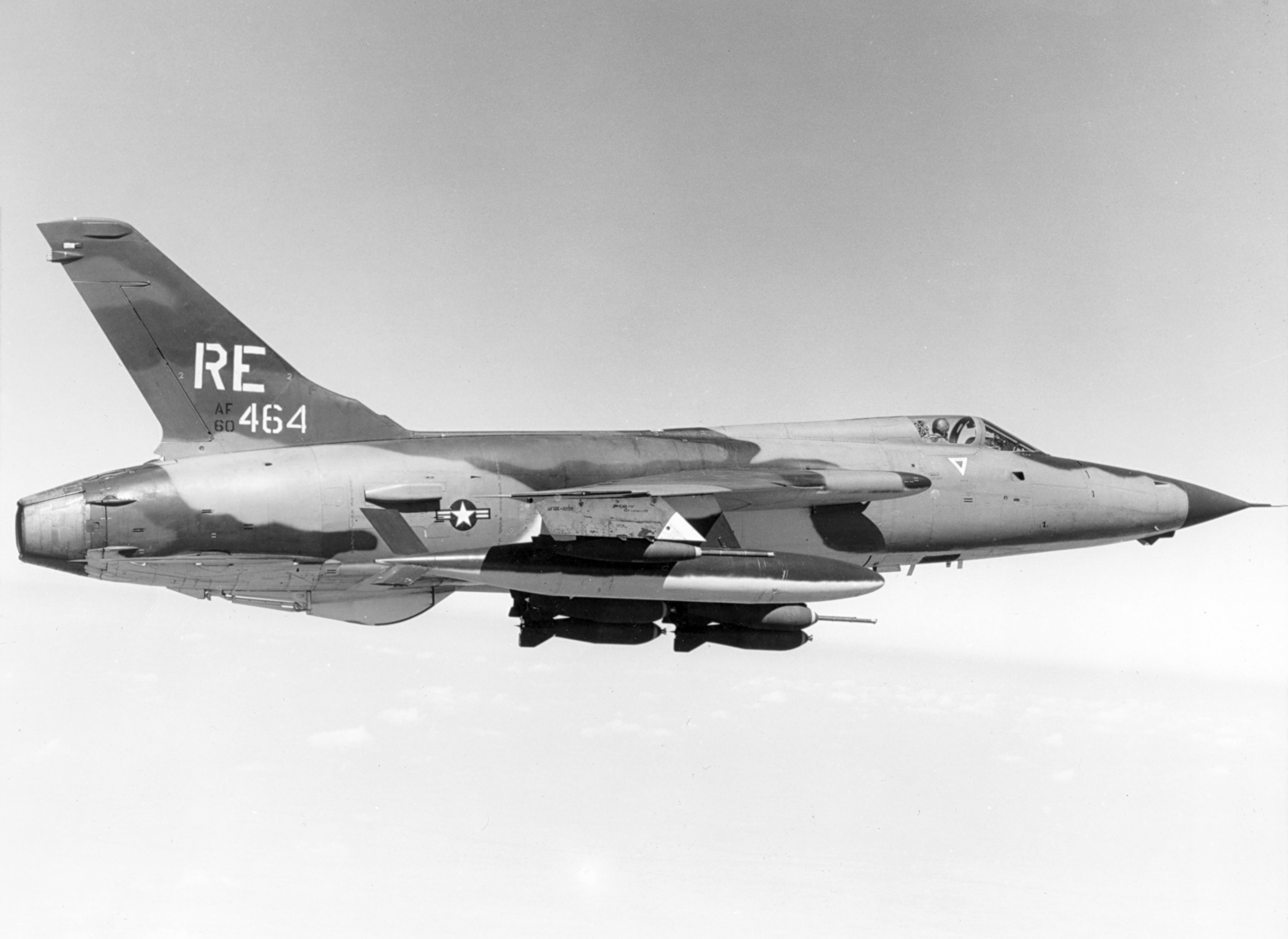
Amerykański Republic F-105 Thunderchief z okresu wojny w Wietnamie

Samolot myśliwsko-bombowy (myśliwiec bombardujący) – rodzaj samolotu wojskowego łączący cechy samolotów myśliwskich i lekkich samolotów bombowych. Obecnie wypierane są przez myśliwce wielozadaniowe.

## Okres II wojny światowej
Kategoria ta wywodzi się konstrukcyjnie z samolotów myśliwskich, a powstała w okresie II wojny światowej. W tym okresie większość typów myśliwców miała możliwość zabierania bomb, niemniej jednak jako samoloty myśliwsko-bombowe określano jedynie nieliczne typy, których podstawowym zadaniem było niszczenie obiektów naziemnych lub jednostek pływających nieprzyjaciela za pomocą bomb, ewentualnie niekierowanych pocisków rakietowych, a drugoplanowym zadaniem – walka z samolotami. W odróżnieniu od nich, dla zwykłych myśliwców zadania bombowe były jedynie dodatkiem do ich podstawowej funkcji – walki z samolotami.
Samoloty myśliwsko-bombowe różniły się konstrukcyjnie tylko w niewielkim stopniu, lub nie różniły się w ogóle od standardowych myśliwców wyposażonych w wyrzutniki bombowe, natomiast ich podział był oparty w głównej mierze na przeznaczeniu. Pod tym kątem też szkolono ich załogi. Na ogół były to jednosilnikowe jednomiejscowe samoloty napędzane silnikiem śmigłowym, uzbrojone w karabiny maszynowe lub działka lotnicze, rzadziej dwusilnikowe jednomiejscowe lub wielomiejscowe samoloty. Po zrzuceniu bomb, samolot myśliwsko-bombowy stawał się „czystym” myśliwcem, mogącym skutecznie odpierać ataki innych samolotów. Przez to, że standardowe myśliwce, zwłaszcza późniejszego okresu wojny, często korzystały z możliwości zabierania bomb, nawet o stosunkowo sporym ładunku (jak np. P-47 Thunderbolt i Supermarine Spitfire), rozgraniczenie między myśliwcami i myśliwco-bombowcami jest nieostre. Ogólnie samolotami myśliwsko-bombowymi bywały samoloty mające gorsze charakterystyki pilotażowe (zwłaszcza zwrotność) i tym samym mniej przydatne do walk stricte myśliwskich. Przykładem takiego myśliwca bombardującego był np. Hawker Typhoon. Do zadań takich kierowano także samoloty starszych generacji, mające mniejsze szanse w walkach powietrznych, jak Hawker Hurricane w późniejszym okresie wojny. Tworzono także jednostki myśliwsko-bombowe, używające takich samych samolotów, jak myśliwskie, lecz wyspecjalizowane do ataków na cele naziemne.
Samoloty myśliwsko-bombowe okresu II wojny światowej:
- Hawker Hurricane (w wersjach Mk IIB, Mk IIC, Mk IIE i Mk IV)
- Hawker Typhoon
- Messerschmitt Bf 109 (w odmianach Jabo)
- Focke-Wulf Fw 190 (niektóre wersje)
- de Havilland Mosquito (w wersji FB Mk VI)

Oprócz samolotów myśliwsko-bombowych, budowano także w tym okresie nieliczne bombowce nurkujące oparte na konstrukcji myśliwców, dostosowane do bombardowania z lotu nurkowego, a w mniejszym stopniu do zadań myśliwskich (amerykański A-36 Apache, rumuński IAR.81, brytyjski Blackburn Skua).

## Po II wojnie światowej
Po II wojnie światowej kategoria samolotów myśliwsko-bombowych zaczęła się rozwijać niezależnie od samolotów myśliwskich. O ile wcześniej były to modyfikacje myśliwców, o tyle powojenne samoloty myśliwsko-bombowe były to na ogół specjalnie budowane konstrukcje, cięższe od myśliwców i o większym udźwigu uzbrojenia, lecz z reguły posiadające słabsze osiągi. Samoloty myśliwsko-bombowe ewoluowały razem z rozwojem techniki lotniczej; były to jedno- lub dwusilnikowe samoloty odrzutowe, z załogą jedno- lub dwuosobową.
Stałe uzbrojenie stanowiły działka lotnicze, a uzbrojenie podwieszane składało się początkowo z różnych rodzajów bomb i wyrzutni niekierowanych pocisków rakietowych, rzadziej zasobników z napalmem. Uzbrojenie takie mogła przenosić również większość myśliwców tego okresu, lecz zwykle w mniejszej ilości i nie było to ich pierwszoplanowa rola. Od lat 50. na uzbrojenie części samolotów myśliwsko-bombowych weszły kierowane pociski rakietowe powietrze-ziemia, które rzadziej stanowiły uzbrojenie zwykłych myśliwców. O ile ewolucja myśliwców przebiegała w kierunku zwiększania prędkości i manewrowości oraz wyposażenia ich w radary i kierowane pociski powietrze-powietrze w celu prowadzenia walk powietrznych w każdych warunkach atmosferycznych, to samoloty myśliwsko-bombowe miały gorsze osiągi i były słabo dostosowane do walk powietrznych, a lepiej do lotów z dużą prędkością na małych wysokościach. Ich prędkość z reguły nie przekraczała 2 Ma. Wiele konstrukcji nie miało radaru lub miało radar bez funkcji walki powietrznej, część nie miała w ogóle możliwości przenoszenia pocisków rakietowych powietrze-powietrze, a pozostałe – jedynie pociski bliskiego zasięgu do samoobrony. Skupiano się natomiast nad rozwojem aparatury celowniczej pozwalającej na precyzyjne atakowanie celów naziemnych, w tym za pomocą uzbrojenia naprowadzanego laserowo. Często do roli samolotów myśliwsko-bombowych modyfikowano przestarzałe myśliwce.
W okresie powojennym budowano też lekkie samoloty szturmowe, różniące się od samolotów myśliwsko-bombowych brakiem przystosowania do zadań myśliwskich i słabszymi osiągami (zwykle prędkością nie przekraczającą 1 Ma). Jednakże granice pomiędzy tymi kategoriami nie są ostre i nazewnictwo niektórych samolotów jako szturmowych lub myśliwsko-bombowych nie jest konsekwentne. Z drugiej strony, nie jest konsekwentne rozróżnianie między samolotami myśliwsko-bombowymi a myśliwcami o zwiększonych możliwościach atakowania celów naziemnych, tym bardziej że atakowanie takich celów było uważane za jedno z podstawowych zadań myśliwców taktycznych państw NATO w latach 60. i 70. Oprócz tego, rozwijano bombowce taktyczne, nie przystosowane do zadań myśliwskich.
Od lat 80. i 90. XX wieku osobne kategorie samolotów myśliwsko-bombowych, bombowców taktycznych i samolotów myśliwskich zaczęły być ponownie zastępowane przez jedną kategorię myśliwców wielozadaniowych, posiadających na skutek rozwoju techniki rozbudowane elektroniczne systemy kierowania uzbrojeniem zarówno przeciw celom powietrznym, jak i naziemnym oraz odpowiednio duży udźwig i gamę uzbrojenia. Przeznaczenie myśliwców wielozadaniowych obecnie zależne jest głównie od zestawu podwieszonego uzbrojenia, ewentualnie podwieszonej specjalistycznej aparatury kierowania uzbrojeniem. Z drugiej strony, wyodrębniła się kategoria wysoce wyspecjalizowanych samolotów myśliwsko-bombowych przeznaczonych do dokonywania precyzyjnych uderzeń na obiekty na tyłach wroga (ang. interdictor), zwykle dwumiejscowych, posiadających bogate wyposażenie elektroniczne i pilotażowe oraz wysokie osiągi, jak F-15E Strike Eagle czy Tornado IDS.
Niektóre samoloty myśliwsko-bombowe okresu po II wojnie światowej:
- Su-7
- Su-17 (Su-20, Su-22)
- Su-24
- Su-34
- MiG-23 (wersje MiG-23B/BN), MiG-27
- SEPECAT Jaguar
- Panavia Tornado
- Dassault Mirage 2000 D
- Republic F-105 Thunderchief
- General Dynamics F-111
- Aeritalia G.91